# Roca del Bisbe
La Roca del Bisbe és una muntanya de 272 metres que es troba al municipi de Sant Pere de Ribes, a la comarca del Garraf.